# Standseilbahn Le Havre

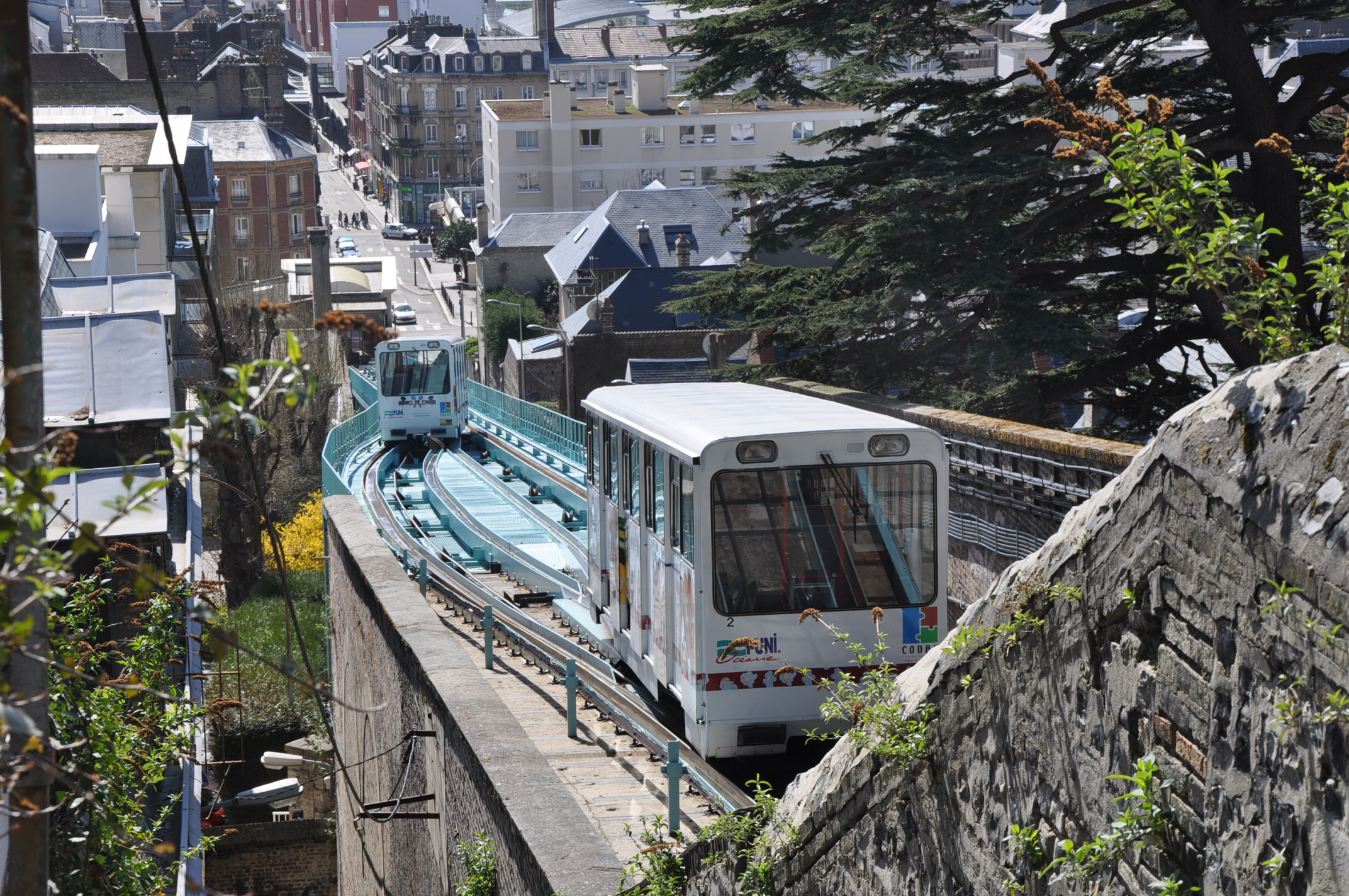
Standseilbahn Le Havre

Die Standseilbahn Le Havre (französisch Funiculaire du Havre, umgangssprachlich: Funi) ist eine Standseilbahn in Le Havre, einer Stadt im Departement Seine-Maritime im Norden Frankreichs. Der Betrieb erfolgt durch die Verkehrsgesellschaft CTPO.

## Technik und Betrieb
Die Bahn verbindet den Place Thiers im Stadtzentrum mit der Rue Félix Faure. Sie ist 343 Meter lang und überwindet einen Höhenunterschied von 77 Metern. Die Fahrzeit beträgt rund drei Minuten. Die normalspurige Strecke ist eingleisig und besitzt in der Mitte eine Ausweiche. Im oberen Teil der Strecke unterquert ein kurzer Tunnel die Rue Georges Lafaurie. Die Kabinen bieten je 20 Sitz- und 40 Stehplätze, es können bis zu sechs Fahrräder oder Kinderwagen mitgenommen werden. Rollstuhlfahrer werden nicht befördert. An beiden Stationen bestehen Umsteigemöglichkeiten zu mehreren Buslinien. Die Standseilbahn verkehrt alle sechs bis zehn Minuten montags bis samstags zwischen 7:30 Uhr und 21:00 Uhr und an Sonn- und Feiertagen zwischen 7:30 Uhr und 19:30 Uhr; am 1. Mai ruht der Betrieb.

## Geschichte

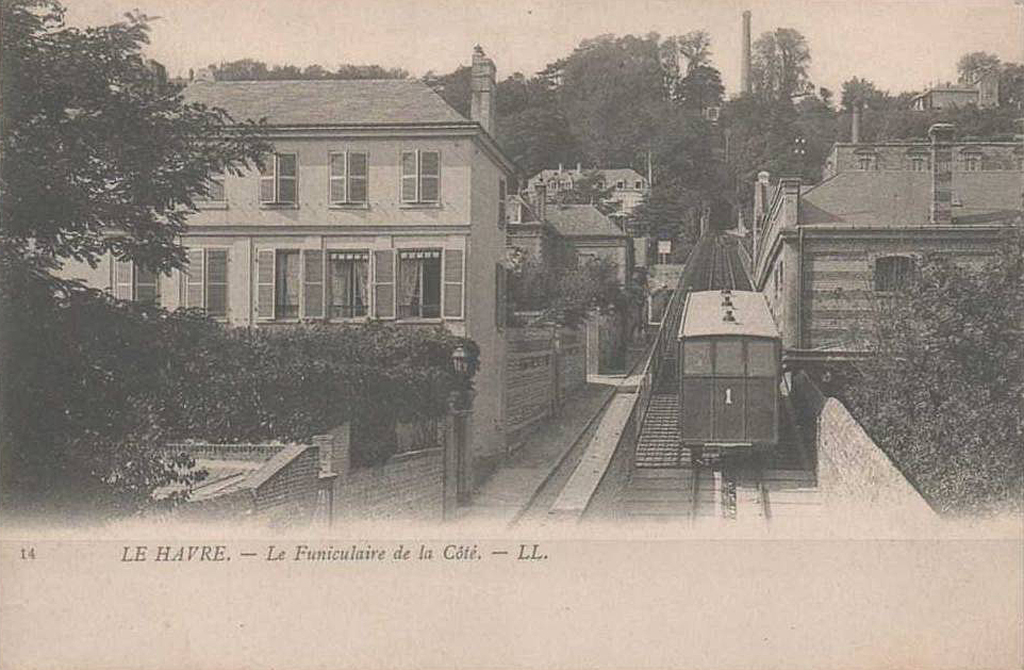
Die Standseilbahn im Jahr 1904

Die Stadt Le Havre wird von der Côte geprägt, einer Hochebene, die mehr als 80 Höhenmeter über dem Stadtzentrum liegt und traditionell als Wohngebiet genutzt wird. Der steile Abhang und das Bevölkerungswachstum ließen in der zweiten Hälfte des 19. Jahrhunderts eine Nachfrage nach einem effizienten Verkehrsmittel entstehen. 1879 wurde bei der Stadtverwaltung der Bau einer Art Straßenbahn-Aufzug beantragt, doch das seltsam anmutende Projekt kam aus finanziellen Gründen nicht zustande. 1886 präsentierte ein Pariser Ingenieur namens Lévêque ein ernsthafteres Projekt, das den Bau einer Standseilbahn vorsah. Die Stadt erteilte eine Konzession und Lévêque gründete die Gesellschaft Chemin de Fer de la Côte, deren Hauptaktionär er war.
Am 23. April 1889 stellten die Behörden den öffentlichen Nutzen fest (déclaration d’utilité publique), woraufhin die Bauarbeiten beginnen konnten. Die Eröffnung fand am 17. August 1890 statt. Zur Verfügung standen zwei Wagen mit je 48 Plätzen. Der Antrieb erfolgte durch eine Dampfmaschine. Angesichts des anhaltenden Erfolgs beschloss das Unternehmen 1911 die Umstellung auf elektrischen Betrieb. 1944 erlitt die Bahn aufgrund von Bombardementen der Alliierten große Schäden. Am 25. Juli 1945 ging die Gesellschaft in den Besitz der Stadt über. Aufgrund umfassender Modernisierungsarbeiten ruhte der Betrieb zwischen 1969 und 1972. Die Bahn erhielt dabei neue Fahrzeuge mit gummibereiften Rädern.